# حشمت غنی احمدزی
حشمت غنی احمدزی یک سیاستمدار افغان است که رئیس شورای عالی کوچی‌ها می‌باشد.
حشمت غنی بالای یکی از بزرگترین عشایر پشتون (احمدزی زایی‌ها)، نظارت می‌کند که بخش قابل توجهی از آنها در جنوب شرقی مرز کشور و در وزیرستان، پاکستان ساکن هستند.

## سالهای اولیه
حشمت غنی در ۲۹ اکتبر ۱۹۶۰ در ولایت لوگر افغانستان متولد شد. پدربزرگ غنی که یک پشتون قومی از قبیله احمدزی غلزایی بود، پدر محمد ظاهر شاه، محمد نادر شاه را در اوایل قرن ۲۰ به قدرت رساند. پدر وی در بسیاری از نقش‌های وزیری در خدمت ظاهر شاه بود که آخرین بار از اواخر دهه ۱۹۵۰ تا زمان برکنار شدن شاه در سال ۱۹۷۳ عنوان وزیر ترانسپورت را در اختیار داشت. پس از سرنگونی پادشاهی افغانستان، غنی و خانواده اش به پادشاه سابق و سپس رژیم طالبان پیوستند.

## رئیس شورای عالی کوچی‌ها
حشمت غنی احمدزی، به لطف میراث فراوان خانوادگی بر اساس مالکیت زمین و همچنین یک شرکت حمل و نقل موفق، در میان کوچی‌ها ثروتمندترین و با نفوذترین آنها است، این عوامل باعث شد وی رئیس شورای بزرگ کوچی‌ها شود. وی همچنین معاون رئیس‌جمهور در شرکت امنیتی و بازسازی آمریکایی است. غنی بعنوان رئیس شورای کوچی‌ها، که منافع قبایل کوچی در مںطقه را نشان می‌دهد. می‌گوید ایده‌هایی که برای بهبود زندگی فقیرترین عشایر کشور ارائه کرده‌است، مانند تأسیس مراکز اجتماعی و ادغام آنها در جوامع شهری، غنی از ایجاد دفتر امور کوچی در دولت کرزی حمایت کرد. مطابق چشم‌انداز غنی، این دفتر به واسطه گری در اختلافات زمینی و تلاش برای ایجاد اعتماد در بین کوچی‌ها و گروه‌های قومی شمال کمک خواهد کرد. وی در سال ۲۰۰۲ به عنوان رئیس شورای عالی کوچی‌ها انتخاب گردید.

## زندگی شخصی
برادر وی اشرف غنی احمدزی، رئیس‌جمهور فراری افغانستان قبل از فتح افغانستان توسط طالبان است.
حشمت غنی با فره غنی ازدواج کرده بود، اما او در مبارزه با سرطان درگذشت. اکنون وی سه فرزند دارد.
پسر ارشد وی، سلطان غنی، لیسانس خود را در رشته تجارت بین‌الملل از دانشگاه مری مونت دریافت کرده و دارای مدرک فارغ‌التحصیلی مدیریت تجارت بین‌الملل از دانشگاه جورج تاون است.